# Arytaina
Arytaina är ett släkte av insekter som beskrevs av Förster 1848. Arytaina ingår i familjen rundbladloppor.

## Dottertaxa tillArytaina, i alfabetisk ordning[1][2]
- Arytaina adenocarpi
- Arytaina africana
- Arytaina albizziae
- Arytaina brevigena
- Arytaina cornicola
- Arytaina devia
- Arytaina fasciata
- Arytaina flava
- Arytaina genistae
- Arytaina helleri
- Arytaina hispanica
- Arytaina iolani
- Arytaina karrooensis
- Arytaina longicella
- Arytaina maculata
- Arytaina magnidentata
- Arytaina meridionalis
- Arytaina nubivaga
- Arytaina obscura
- Arytaina pulchra
- Arytaina punctinervis
- Arytaina putonii
- Arytaina spinosa
- Arytaina thakrei
- Arytaina torifrons
- Arytaina tuberculata
- Arytaina uichancoi
- Arytaina variabilis
- Arytaina virgina
- Arytaina vittata